# 绵竹市
绵竹市位于中国四川省中北部、沱江的上游、成都平原北缘，是四川省下辖的一个县级市，由德阳代管。毗邻绵阳，阿坝藏族羌族自治州。县域呈西北—东南走向，形似一粒饱满的花生。盛产唐代名茶赵坡茶，绵竹年画是中国四大年画之一。储存磷矿是中国四大磷矿基地之一。酿酒业发达，所产“绵竹大曲”、“剑南春”酒天下闻名。中国年画之乡，中国名酒之乡、中国名茶之乡、中国民间艺术之乡。中国西部百强县、工业强县、旅游名县。2020年3月31日，入选2019年度四川省农村改革工作先进县(市、区)。

## 历史

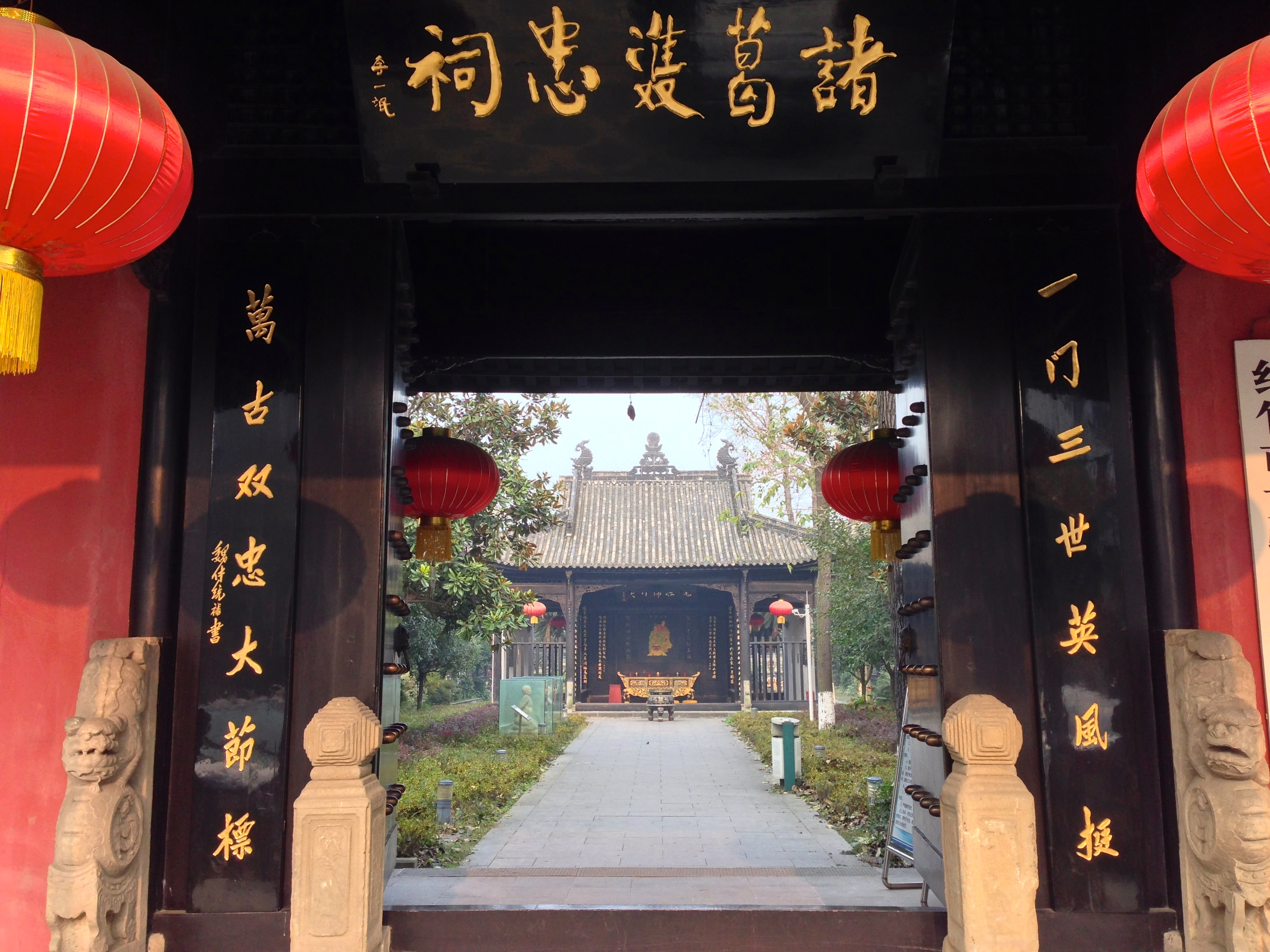
绵竹建有诸葛双忠祠纪念三国时期镇守此处的诸葛瞻父子

上古这里为蜀山氏地，西周时为蚕丛国邑。西汉初（公元前201年）置绵竹县，因境内绵水（今称绵远河）之滨多竹而得名。
东汉末年，益州牧刘焉曾治州于此（公元188-194年）。三国时，诸葛亮之子诸葛瞻、之孙诸葛尚镇守于此，并最终败死于邓艾军。现存“诸葛双忠祠”。
西晋末年流民起义中，李特兄弟组织流民以绵竹为据点起义，后攻占成都建立成汉政权，加速了西晋的灭亡。
晋代、南北朝时期分设阳泉、晋熙两县，至隋方恢复为绵竹县，县名延用至今未变更。
1996年，撤县设市，目前隶属于地级德阳市。

## 地理
绵竹地处四川盆地的边缘，市境西北部多山，过渡到东南部为平原，丘陵及坝区受都江堰水利工程的灌溉。全市年平均气温16℃，降水量968毫米。
| 绵竹市（1981-2010）  | 绵竹市（1981-2010） | 绵竹市（1981-2010） | 绵竹市（1981-2010） | 绵竹市（1981-2010） | 绵竹市（1981-2010） | 绵竹市（1981-2010） | 绵竹市（1981-2010） | 绵竹市（1981-2010） | 绵竹市（1981-2010） | 绵竹市（1981-2010） | 绵竹市（1981-2010） | 绵竹市（1981-2010） | 绵竹市（1981-2010） |
| 月份                 | 1月                 | 2月                 | 3月                 | 4月                 | 5月                 | 6月                 | 7月                 | 8月                 | 9月                 | 10月                | 11月                | 12月                | 全年                |
| -------------------- | ------------------- | ------------------- | ------------------- | ------------------- | ------------------- | ------------------- | ------------------- | ------------------- | ------------------- | ------------------- | ------------------- | ------------------- | ------------------- |
| 历史最高温 °C（°F）  | 17.0 (62.6)         | 20.8 (69.4)         | 29.6 (85.3)         | 31.7 (89.1)         | 35.2 (95.4)         | 34.3 (93.7)         | 36.2 (97.2)         | 35.9 (96.6)         | 34.9 (94.8)         | 28.5 (83.3)         | 25.7 (78.3)         | 19.8 (67.6)         | 36.2 (97.2)         |
| 平均高温 °C（°F）    | 8.6 (47.5)          | 10.9 (51.6)         | 15.2 (59.4)         | 20.9 (69.6)         | 25.6 (78.1)         | 27.5 (81.5)         | 29.2 (84.6)         | 28.8 (83.8)         | 24.9 (76.8)         | 19.9 (67.8)         | 15.3 (59.5)         | 9.8 (49.6)          | 19.7 (67.5)         |
| 日均气温 °C（°F）    | 5.4 (41.7)          | 7.6 (45.7)          | 11.3 (52.3)         | 16.4 (61.5)         | 20.9 (69.6)         | 23.5 (74.3)         | 25.3 (77.5)         | 24.7 (76.5)         | 21.3 (70.3)         | 16.7 (62.1)         | 12.0 (53.6)         | 6.7 (44.1)          | 16.0 (60.8)         |
| 平均低温 °C（°F）    | 2.7 (36.9)          | 4.9 (40.8)          | 8.0 (46.4)          | 12.7 (54.9)         | 17.0 (62.6)         | 20.2 (68.4)         | 22.0 (71.6)         | 21.4 (70.5)         | 18.6 (65.5)         | 14.3 (57.7)         | 9.4 (48.9)          | 4.1 (39.4)          | 12.9 (55.3)         |
| 历史最低温 °C（°F）  | −4.7 (23.5)         | −4.0 (24.8)         | −2.9 (26.8)         | 3.9 (39.0)          | 7.5 (45.5)          | 14.3 (57.7)         | 16.0 (60.8)         | 16.2 (61.2)         | 12.4 (54.3)         | 3.3 (37.9)          | 1.4 (34.5)          | −6.2 (20.8)         | −6.2 (20.8)         |
| 平均降水量 mm（）    | 10.0 (0.39)         | 14.3 (0.56)         | 23.2 (0.91)         | 44.7 (1.76)         | 74.2 (2.92)         | 105.2 (4.14)        | 229.4 (9.03)        | 241.2 (9.50)        | 150.1 (5.91)        | 52.4 (2.06)         | 17.4 (0.69)         | 5.8 (0.23)          | 967.9 (38.1)        |
| 来源：中国气象数据网 |                     |                     |                     |                     |                     |                     |                     |                     |                     |                     |                     |                     |                     |

## 行政区划
绵竹市下辖2个街道办事处、10个镇：
剑南街道、紫岩街道、九龙镇、汉旺镇、麓棠镇、广济镇、玉泉镇、新市镇、孝德镇、富新镇、什地镇和清平镇。
- 在2007年乡镇合并之前，有26个乡镇，除剑南镇（原称城关镇）外，其余25个乡镇在当地有谚将地名全部编入，谚云：“东西遵九兴，汉马拱清天，土广金玉板，清新孝齐观，富五齐什绵＂。

## 经济文化
绵竹在农业经济时代比较富庶，唐朝时绵竹即以酿酒业而闻名，当时进贡宫廷的剑南春酒现已成为中国最知名的白酒之一。清代时，诗人李锡命有诗赞此地商业情形曰：“山程水路货争呼，坐贾行商日夜图，济济真如绵竹茂，芳名不愧小成都。”所以有时绵竹也被称为小成都。
绵竹境内磷矿资源丰富，储量位居中国前四位。工业除酿酒、采矿外，还有机械、纺织、建材、化工等门类。当地知名企业有剑南春、龙蟒集团、千坤集团等。农产主产稻米、玉米、大麦、小麦等，盛产烟草。规划工业园区有绵竹新市工业集中区。由浦发银行为主要投资者成立的绵竹浦发村镇银行将成为主要为当地农村居民服务的村镇银行。
绵竹亦是当地特有的一种竹子名，目前数量已极稀少。唐朝诗人杜甫入蜀后曾有诗赠绵竹县令韦续，《从韦二明府续处觅绵竹》：华轩蔼蔼他年到，绵竹亭亭出县高。江上舍前无此物，幸分苍翠拂波涛。
绵竹年画是与天津杨柳青年画、苏州桃花坞年画、潍坊杨家埠年画齐名的中国“四大年画”之一，以色彩艳丽、构图饱满、形象写意、谐趣生动而著称。多以仁、孝、农事、生活、道教及当地历史文化等为主题，如《百寿图》、《迎春图》、《老鼠嫁女》、《三猴烫猪》。1962年，成立了绵竹年画社，近年建成了绵竹年画博物馆。2006年绵竹年画被列入国家非物质文化遗产，2007年国家邮政局发行《绵竹年画》特种邮票。

## 人口
2020年末，根据德阳市第七次全国人口普查公报显示：绵竹市常住人口为439958人，男性人口占比48.82%，女性人口占比51.18%，年龄结构中0-14岁占比11.04%，15-59岁占比60.14%，60岁以上占比28.82%，65岁以上占比22.87%。
- 2020年，绵竹市总人口为47万人。

## 交通
绵竹位于山区坝区过渡地带，因西北高山阻隔，通往东南更为便利，固有偏居之感。
有德天铁路连接国家铁道网，规划中兰成铁路也将通过绵竹并设站。公路有省道105过境，无国道过境，经地震后重新评估、正在修建的绵茂公路是通往阿坝州的重点公路，也将是全省建设施工难度最大、平均造价最高的一条公路。高速公路：成都至绵阳高速公路复线从绵竹境内通过，共有3个出入口，并设停车区。规划的环成都经济区高速公路有绵竹联络线。
目前由市区向北可通往绵阳机场（约2小时车程），向南可通往双流机场（约2.5小时车程）。

## 教育
绵竹在大地震发生前约有在校生76800人，教职工4500人。当地的主要学校有：
- 绵竹中学
- 南轩中学
- 城北中学
- 城南中学
- 汉旺中学
- 土门中学
- 四川工业科技学院绵竹校区
- 四川民办天一学院
- 绵竹职中
- 大西街小学
- 大北街小学
- 紫岩小学

## 宗教
绵竹当地民众大多无宗教信仰，信奉儒教（儒教能否称为宗教存在争议）或者说信奉中国传统文化。
但在历史上，儒道释及基督教甚至一些小的教派都在当地产生过重大影响。如五斗米道创立之初就将川西做为重要活动地，绵竹山也是道家所称“七十二福地”之一。晚清时期，中华圣公会于1894年在绵竹建立了传教站并建有教会医院（今绵竹人民医院前身）。民国年间，拥有超过百万信徒的民间迷信团体“同善社”统领川西数县的一个大机关“天锡华号”即设在绵竹广济乡。
目前当地现存佛教寺院较多，另有天主堂一座，无清真寺。

## 旅游
绵竹当地的主要风景名胜有：
- 云湖国家森林公园（清平）
- 九顶山风景名胜区（龙门山国家地质公园之一部份）
- 祥符寺（城关）
- 三溪寺（土门）
- 诸葛双忠祠（城关）
- 楠木沟风景区（清平）
- 柏林公园（汉旺）
- 天益老号、剑南春酒史馆（城关）
- 绵竹沿山生态旅游风景区
- 汉旺地震工业遗址纪念中心

## 2008.5.12大地震及其影响

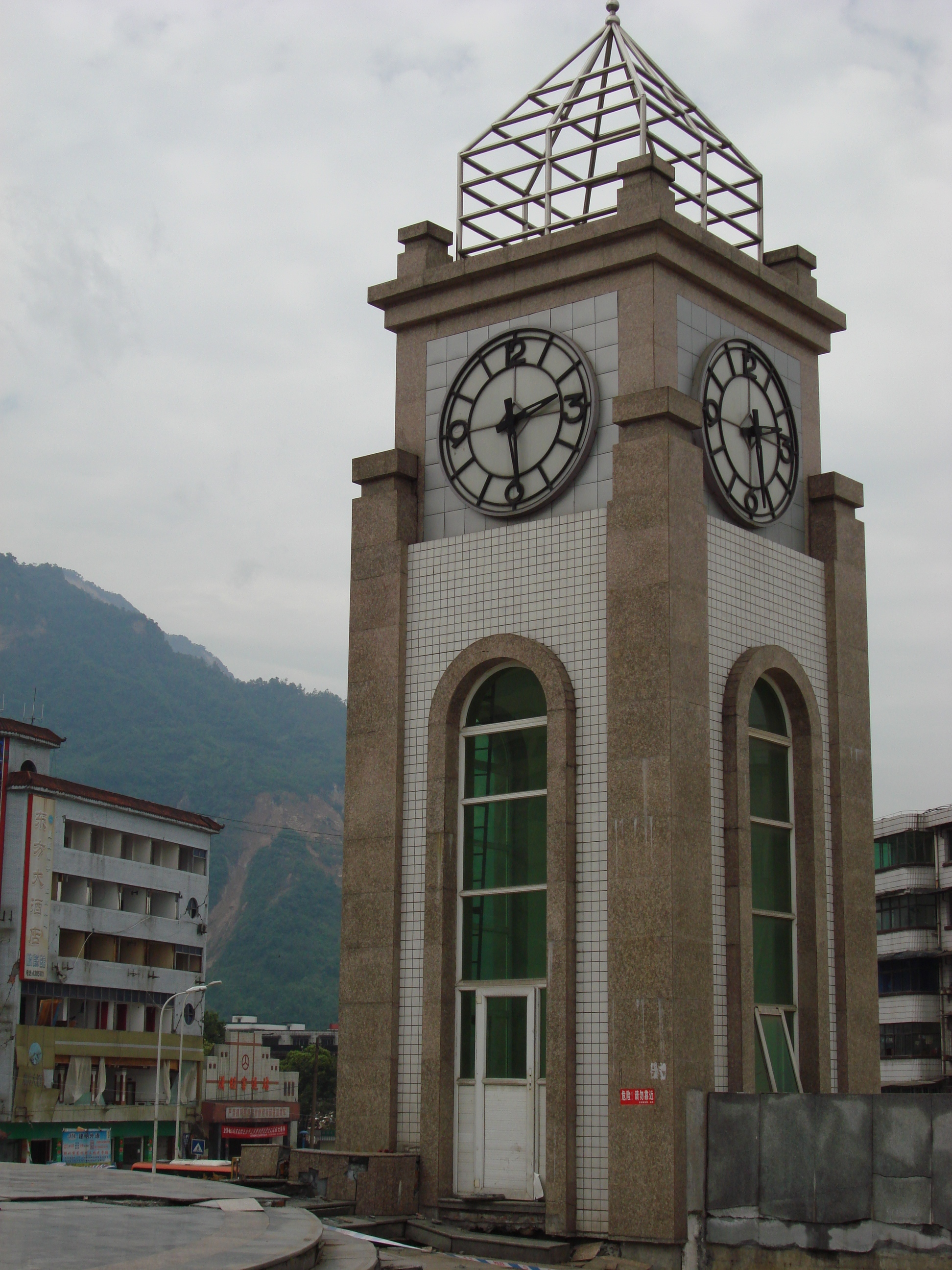
绵竹受灾最严重的汉旺镇钟楼

绵竹所属汉旺、遵道、土门、广济、清平、天池等乡镇及部分市区在2008年5月12日发生的大地震中受损极为严重，后由国家民政部通知部署由江苏省对口支援绵竹。
地震中，绵竹灾情十分严重，死亡人数超过11000人，新增残疾人员近3500人。

## 特产
剑南春、绵竹大曲、蟒牌复合肥、赵坡茶：中国地理标志产品、中国驰名商标、中国名牌。